# Taurignan-Castet
Taurignan-Castet ist eine französische Gemeinde mit 160 Einwohnern (Stand 1. Januar 2022) im Département Ariège in der Region Okzitanien. Sie gehört zum Kanton Portes du Couserans und zum Arrondissement Saint-Girons. 
Sie grenzt im Nordwesten an Bagert, im Norden an Bédeille, im Osten an Barjac, im Südosten an Taurignan-Vieux, im Süden an Caumont und im Westen an Mercenac.

## Bevölkerungsentwicklung
| Jahr      | 1962 | 1968 | 1975 | 1982 | 1990 | 1999 | 2008 | 2015 |
| --------- | ---- | ---- | ---- | ---- | ---- | ---- | ---- | ---- |
| Einwohner | 194  | 191  | 179  | 150  | 144  | 152  | 157  | 175  |